# Ramsvika
Ramsvika är en by i Vestvågøy kommun i Nordland fylke i norra Norge. Byn ligger där fylkesväg 7730 möter fylkesväg 7732, på den södra delen av ön Vestvågøya.
Tidigare har orten tillhört dåvarande Hols kommun.